# Тупољев АНТ-22
Тупољев АНТ-22/МК-1, (рус. Туполев АНТ-22/МК-1), је шестомоторни двотрупни хидроавион на клипно елисни погон металне конструкције руског произвођача ОКБ 156 Тупољев (Опитни конструкциони биро - Тупољев) намењен извиђању морских пространстава.

## Пројектовање и развој
Негде у исто време са радом на пројекту хидроавиона Тупољев АНТ-8 радило се у ЦАГИ институту на хидроавиону са два трупа. Тај пројект је инициран још 1929. године, добио је ознаку АНТ-11/МТБТ и остао је на папиру, од пројекта се одустало и пре него што је израђен прототип због преоптерећености пројектаната другим приоритетнијим пројектима. На захтев команде морнарице 1932. године, рад на овом пројекту је актуелизиран добио је ознаку МК-1 (Морска Крстарица). Намена авиона је уништавање непријатељског бродовља у пловидби, усидрених у лукама, уништење непријатељских база и позадинских комуникација, складишта, обалских утврђења као и подршка властитим трупама у одбрани своје обале. У погледу тактичко техничких захтева, авион је требало да испуни следеће услове: под нормалним оптерећењен хоризонталну брзину од 200km/h, на висини од 3.000m и долет од 2.400km и оптерећење од 3.200 kg бомби
Пројектни задатак авиона Тупољев АНТ-22/МК-1 је у оквиру ОКБ 156 Тупољев (Огледни Конструкциони Биро - „Тупољев") добила група на чијем је челу био водећи пројектант Иван Подгорски иста група која је радила на пројектима Тупољев АНТ-8 и Тупољев АНТ-27. Рад на пројекту је отпочео јануара месеца 1933. године. Авион по свом изгледу подсећа на италијански хидроавион Савоја Маркети S-55X који је 1930. године превалио пут од Италије до Чикага што је подухват који тада није могло да направи ни једно ваздухопловство на свету. Прототип авиона Тупољев АНТ-22/МК-1 је завршен крајем 1933. године, размонтиран и железницом пренет до Севастопоља, где је поново монтиран и поринут у море. Пробни лет је обавио 18. августа 1934. године, пилот С. Рибалчук. На фабричком тестирању (без наоружања) авион је постигао максималну брзину од 233km/h, али и незадовољавајуће резултате у погледу плафона лета од 3.500m и долета. На званичном војном тестирању авиона са пуним наоружањем резултати су били знатно лошији па га морнарица није прихватила у наоружање.

### Технички опис
Двотрупни хидроавион Тупољев АНТ-22/МК-1 је висококрилни конзолни једнокрилац металне конструкције, са клипно елисним дванаестоцилиндричним моторима Микулин М-34Р, који су постављени на носачима изнад крила авиона. Мотори су постављени у три групе по два тандем мотора (један иза другог) стим што предњи мотор има вучну елису а други потисну. Мотори су имали двокраке дрвене потисну елису са фиксним кораком. Труп авиона је изведен као катамаран тј. има два трупа. Ово је изведено јер ова грдосија мора да има велики распон крила а да на узбурканој морској површини има задовољавајућу стабилност. Сваки труп је правоугаоног попречног пресека и има изглед брода са прамцем и кобилицом. Носећа структура авиона је направљена од цеви и профила направљених од челика и кољчугалуминијума. Део крила који спаја трупове је снажна правоугаона мостовна конструкција са аеродинамичном формом крила, која повезује трупове авиона и изнад себе носи моторе. Део крила које се налази са спољње стране трупа је трапезастог облика са благо заобљеним крајевима. Крила и трупови авиона су обложени облогом од таласастог алуминијумског лима. Кокпит пилота се налазио у затвореној пилотској кабини. Авион није могао да слеће на тло него искључиво на водену површину. За извлачење на тло мора да постоји одређена инфраструктура (бетонска рампа) и специјална колица са точковима која се подвлаче под труп брода а извлачење се врши помоћу витла или трактора..

## Наоружање
- Стрељачко: 2 топа 20 mm Оерликон, 2 митраљеза 7.62 mm, (по трупу авиона)
- Бомбе: 32 бомбе по 100kg, 6 бомби по 1.000kg, 4 торпеда по 1.200kg,
- Подморнице: 1 џепна подморница до 6.000 kg.

## Оперативно коришћење
До оперативног коришћења авиона Тупољев АНТ-22/МК-1 није дошло, он је остао на нивоу прототипа. Иако авион није задовољио захтеве морнарице, у децембру месецу 1936. године овај авион је постигао светски рекорд у дизању тежина (10.040 и 13.000 kg), на одређену висину (942 m), а убрзо након тога овај пројект је напуштен. Служио је за експериментисање и дефинитивно је приземљен 1937. године..

## Земље које су користиле овај авион
- СССР